# Ostfriesische Volksbank
Die Ostfriesische Volksbank eG ist eine deutsche Genossenschaftsbank mit Sitz in Leer in Ostfriesland. Ihr Geschäftsgebiet umfasst Teile des Landkreises Leer, die Stadt Emden, die Krummhörn, das nördliche Emsland sowie das Kehdinger Land an der Niederelbe im nördlichen Landkreis Stade. In Hannover und Duisburg befinden sich des Weiteren Geschäftsstellen der zur Bank gehörenden Bank für Schiffahrt.

## Geschichte
Die heutige Ostfriesische Volksbank eG entstand aus einer Reihe von Fusionen. Die Anfänge der Genossenschaftsbank gehen zurück auf die Leerer Genossenschafts-Bank im Jahre 1869. Die Umbenennung in Ostfriesische Volksbank eG erfolgte 1939. 1968 erfolgte die Fusion mit der Volksbank Haren, drei Jahre später mit der Volksbank Papenburg. 1991 erfolgte der Zusammenschluss mit der Bank für Schifffahrt (siehe Abschnitt Bank für Schiffahrt (BfS)). Im Jahr 2000 folgte die Fusion mit der Raiffeisen-Volksbank Emden-Pewsum eG und im Jahr 2001 mit der Raiffeisenbank Ihrhove eG in Westoverledingen-Ihrhove.

### Stammbaum
Der Stammbaum der Ostfriesischen Volksbank eG. Angegeben ist der zum Zeitpunkt der Verschmelzung geführte Name.
- Ostfriesische Volksbank eG
  - Volksbank Haren/Ems eGmbH, Haren (Ems) (bis 1968)
  - Volksbank Papenburg eGmbH, Papenburg (bis 1971)
  - Bank für Schiffahrt, Handel und Gewerbe eG, Hannover (bis 1991)
  - Raiffeisen-Volksbank Emden-Pewsum eG, Emden (bis 2000)
    - Volksbank Emden eG, Emden (bis 1988)
    - Raiffeisenbank Pewsum eG, Krummhörn-Pewsum (bis 1988)

  - Raiffeisenbank Ihrhove eG, Westoverledingen-Ihrhove (bis 2001)
  - Volksbank Kehdingen eG, Drochtersen (bis 2014)
    - Kehdinger Spar- und Kredit-Bank eG, Drochtersen (bis 1988)
      - Spar- und Darlehnskasse Bützfleth eGmbH, Bützfleth (bis 1966)
      - Spar- und Darlehnskasse Wischhafen eGmbH, Wischhafen (bis 1966)

    - Volksbank Nordkehdingen eG, Freiburg/Elbe (bis 1988)
      - Spar- und Darlehnskasse Balje eGmbH, Balje (bis 1966)
      - Spar- und Darlehnskasse Oederquart eGmbH, Oederquart (bis 1966)

### Fusion mit der Volksbank Kehdingen

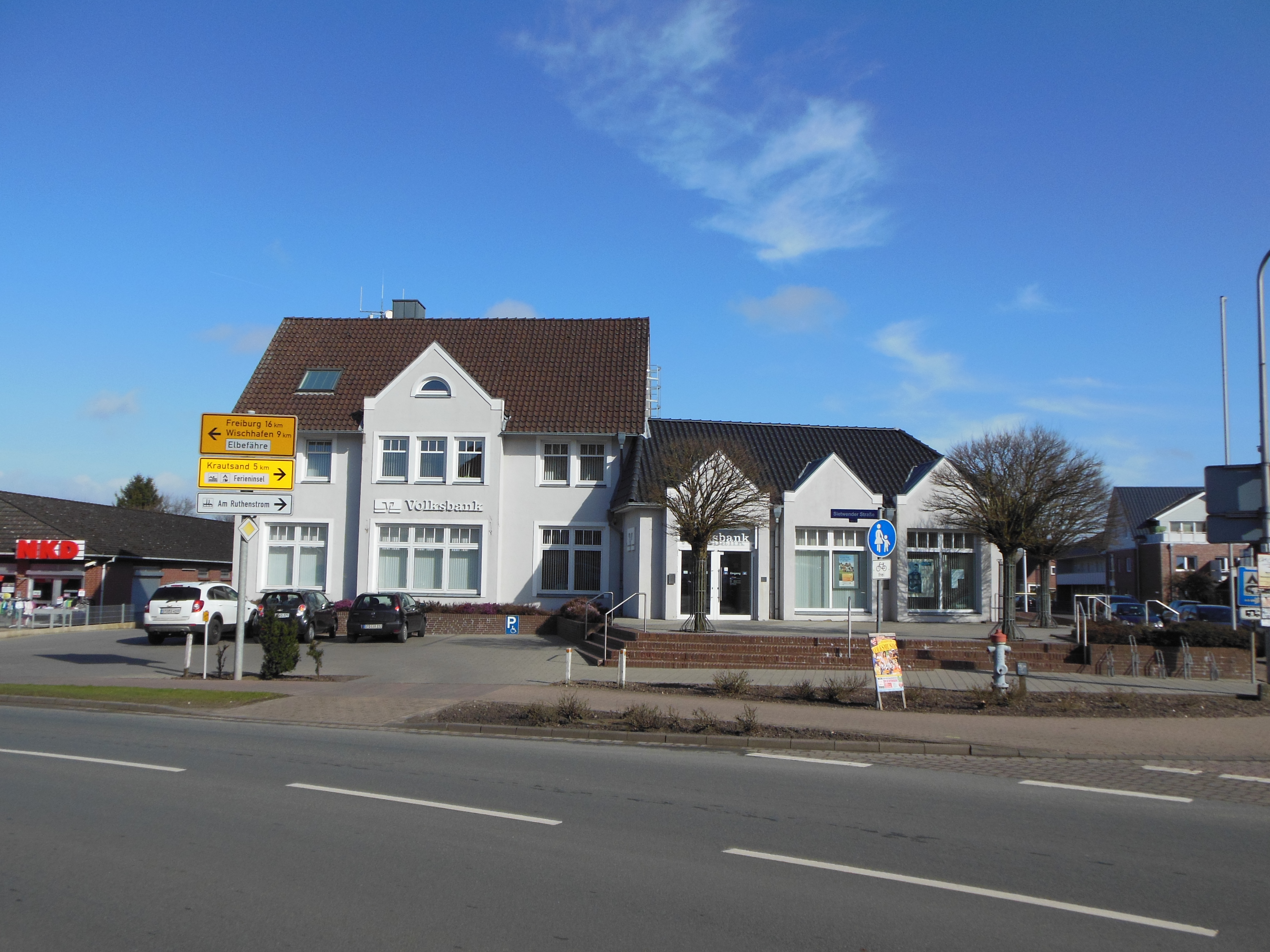
Niederlassung Volksbank Kehdingen in Drochtersen

Im Jahr 2013 wurde bekannt, dass die Ostfriesische Volksbank eG die Volksbank Kehdingen eG im rund 200 km entfernten Drochtersen im Kehdinger Land an der Niederelbe übernehmen will. Diese im Bereich der genossenschaftlichen Banken absolut unübliche Fusion zweier weit entfernt liegender und regional tätiger Volksbanken stieß sowohl unter den Mitgliedern der Banken als auch in der Bevölkerung auf Kritik. Die vergleichsweise kleine Volksbank Kehdingen (Bilanzsumme 2012: 244 Mio. Euro) war stark in der Schifffahrtsfinanzierung engagiert und durch die Krise in dieser Branche in Schieflage geraten. Die ebenfalls in der Schifffahrtsfinanzierung stark engagierte, aber ungleich größere Ostfriesische Volksbank eG bot sich der Volksbank Kehdingen eG als Fusionspartner an.
Nachdem zunächst im Mitgliederkreis der Volksbank Kehdingen eG eine Fusion mit der benachbarten Volksbank Stade-Cuxhaven favorisiert wurde, kam in der Vertreterversammlung am 7. Mai 2014 dennoch eine Mehrheit für eine Fusion mit der Ostfriesische Volksbank eG zustande. Mit der Eintragung der Fusion in das Genossenschaftsregister wurde der Zusammenschluss Anfang Juli 2014 vollzogen. Die Geschäftsstellen der ehemaligen Volksbank Kehdingen eG werden seitdem als Zweigniederlassung unter dem Namen Volksbank Kehdingen, Niederlassung der Ostfriesische Volksbank eG weitergeführt. Für die Geschäftsstellen wurde eine fünfjährige Bestandsgarantie vereinbart.

## Bank für Schiffahrt (BfS)
Die Bank für Schiffahrt (BfS) ist eine unselbstständige Zweigniederlassung der Ostfriesische Volksbank eG mit Standorten in Hannover und Duisburg. Entgegen der reformierten deutschen Rechtschreibung wird der Eigenname „Bank für Schiffahrt“ weiterhin nur mit zwei f geschrieben.
Die Bank für Schiffahrt wurde am 16. Mai 1911 als „Landsberger Spar- und Vorschußverein für Binnenschiffahrt eGmbH“ in Landsberg an der Warthe, dem heutigen Gorzów Wielkopolski in Polen gegründet. Die Gründung ermöglichte den hierin organisierten Partikulieren – selbständige Schiffseigner mit bis zu drei Binnenschiffen – im Oderstromgebiet erstmals eine finanzielle Grundlage für die Führung ihrer Unternehmen zu erlangen.
Nach dem Zweiten Weltkrieg wurde die Bank am 20. Juni 1948 unter dem Namen „Spar- und Vorschußbank für Binnenschiffahrt eGmbH“ neu gegründet und der Hauptsitz nach Hannover verlegt. In den Jahren 1954 und 1955 wurden Niederlassungen in Berlin und Hamburg eröffnet. In dieser Zeit firmierte das Kreditinstitut in „Bank für Binnenschiffahrt eGmbH“ um. Weitere Zweigstellen folgten in Herne, Datteln, Ludwigshafen am Rhein, Duisburg-Ruhrort und Mannheim.
Im Jahr 1968 wurde die Firmierung in „Bank für Schiffahrt, Handel und Gewerbe eG“ geändert. In den 1980er und 1990er Jahren wurde die Filialstruktur der Bank gestrafft und auf die Hauptstelle in Hannover und die Zweigstellen in Berlin und Duisburg-Ruhrort konzentriert.
Am 1. Juli 1991 wurde die Verschmelzung mit der Ostfriesische Volksbank eG in Leer durchgeführt. Dies wurde unter anderem durch veränderte Eigenkapitalvorschriften für Banken erforderlich. Seitdem wird die Bank für Schifffahrt als Zweigniederlassung der Ostfriesische Volksbank eG unter der Firmierung „Bank für Schiffahrt (BfS) Niederlassung der Ostfriesische Volksbank eG“ weitergeführt. Heute ist die Bank für Schifffahrt in Hannover und Duisburg-Ruhrort jeweils mit einem Standort vertreten.